# Jordanita hispanica
Jordanita hispanica ist ein Schmetterling aus der Familie der Widderchen (Zygaenidae).

## Merkmale
Männchen haben eine Vorderflügellänge von 9,1 bis 14,2 Millimeter. Die Weibchen haben schmalere Flügel und sind mit einer Vorderflügellänge von 6,4 bis 9,0 Millimeter deutlich kleiner. Exemplare aus Spanien sind größer als diejenigen aus Frankreich. Im Osten der Pyrenäen treten große Exemplare mit dunkelgrün schimmernden Vorderflügeloberseiten auf. Diese wurden als Unterart J. h. danieli (Alberti, 1937) beschrieben. Kopf, Thorax und Abdomen schimmern hellgrün oder bläulich grün. Die Fühler sind sehr schlank und kurz gekämmt, die bestehen aus 36 bis 38 Segmenten. Die Vorderflügeloberseite schimmert gelblich grün, goldgrün oder bläulich grün. Die Hinterflügeloberseite ist hellgrau und leicht transluzent. Die Flügelunterseiten sind hellgrau und haben keine schimmernde Beschuppung.
Bei den Männchen besitzt der Aedeagus einen markanten, spitz zulaufenden Cornutus. Dieser hat eine breite abgerundete Basis mit einer leicht stacheligen Oberfläche und einem sehr langen und schlanken zahnartigen distalen Abschnitt. Das 8. Abdominalsternit erreicht den hinteren Rand des Segments.
Bei den Weibchen ist das Ostium breit. Das taschenartige Antrum ist proximal mit einem sklerotisierten Ring versehen und distal durchscheinend. Es ist glatt und besitzt lateral eine durchsichtige U-förmige Struktur. Der distale Teil des Ductus bursae ist durchscheinend, proximal breiter und gefurcht. Er ist schlank, abgeknickt und distal leicht verdreht. Das Corpus bursae ist eiförmig und an der Ansatzstelle von Ductus bursae und Ductus seminalis relativ breit. Das 8. Sternit hat einen kurzen, medialen, nach hinten gerichteten Prozessus.
Das Ei ist gelblich grün.
Zur Raupe liegt nur eine Beschreibung des dritten Stadiums (L3) vor. Demzufolge ist der Kopf schwärzlich braun, das transluzente Brustsegment ist mit einer inversen, schwärzlich braunen T-förmigen Sklerotisierung versehen. Der Körper ist hellgrün und weist nahezu keine weitere Zeichnung auf.
Die übrigen Raupenstadien, die Puppe und der Kokon wurden bisher nicht beschrieben.

### Ähnliche Arten
In Spanien und Frankreich kommt J. hispanica zusammen mit Jordanita budensis, Jordanita notata, Jordanita subsolana, Jordanita globulariae und Jordanita vartianae vor. Die sympatrischen Arten haben einen ähnlichen Habitus und spitz zulaufende Fühler.
Jordanita subsolana ist größer und dunkler, die Vorderflügel schimmern fast gar nicht. Die Fühler sind länger und haben eine längere Kämmung bei den Männchen, bei den Weibchen sind sie stark gesägt.
Jordanita globulariae und Jordanita vartianae können leicht von J. hispanica unterschieden werden, indem man die Beschuppung des letzten Abdominalsegments abpinselt. Im Falle von J. hispanica reicht bei den Männchen das 8. Sternit bis zum Hinterrand des Segments, bei den ähnlichen Arten bedeckt es nur die Hälfte des Segments. Bei den Weibchen ist das asymmetrische Ostium deutlich sichtbar.
Jordanita budensis hat ebenfalls kurze Fühler, aber die Kämmung ist bei den Männchen länger und bei den Weibchen sind die Fühler stärker gesägt. Bei den Männchen reicht das letzte Abdominalsternit über den hinteren Rand des Segments hinaus.
Jordanita notata ist größer als J. hispanica, die Fühler sind etwas kürzer, aber die Kämmung ist bei beiden Arten gleich kurz. Bei den Weibchen gibt es keine äußeren Unterscheidungsmerkmale, sodass eine sichere Trennung der beiden Arten nur genitalmorphologisch möglich ist.

## Verbreitung
Jordanita hispanica ist in Spanien, Portugal und Südfrankreich verbreitet. Die Art besiedelt felsige, trockene Graslandschaften in der Ebene oder in Hanglagen sowie Steppenbiotope.

## Biologie
Die Raupen leben in Südfrankreich an der Rispigen Flockenblume (Centaurea paniculata). Die Falter fliegen am späten Morgen und saugen vor allem an den Blüten von Witwenblumen- (Knautia), Skabiosen- (Scabiosa) und Flockenblumenarten (Centaurea). Während der heißesten Tageszeit ruhen sie und setzen die Flugaktivität am späten Nachmittag fort.